# Angelo Sbardellotto
Angelo Pellegrino Sbardellotto (Mel, Vèneto, 1 d'agost de 1907 – Roma, 17 de juny de 1932) va ser un activista polític anarquista italià.

## Trajectòria
El 1924, molt jove, va emigrar primer a França, després a Luxemburg i finalment a Bèlgica, on va treballar com a obrer mecànic. El 1928 va rebutjar la tornada a Itàlia per participar en la lleva militar i va expressar la seva adhesió a l'anarquisme en una carta enviada a la seva mare, una catòlica praticant, que la va fer llegir al vicari del poble i a la mestra del seu altre fill. Un dels dos (el vicari o la mestra) va lliurar la missiva al prefecte de Belluno, i el va inscriure en la llista dels 270 antifeixistes italians més perillosos de Bèlgica. En el transcurs de les reunions entre anarquistes va expressar diverses vegades la seva intenció de tornar a Itàlia amb la voluntat de matar a Benito Mussolini per venjar la mort de l'anarquista Michele Schirru, que havia estat afusellat per haver intentat atemptar contra la vida de Mussolini. Enviat a París per l'organització Concentració d'Acció Antifeixista, un individu li va faciitar un passaport suís fals, a nom d'Angelo Galvini, una pistola i dues bombes. El 25 d'octubre de 1931, Sbardellotto es va traslladar a Roma, en ocasió de les celebracions de l'aniversari de la Marxa sobre Roma, però tanmateix havent-hi tractat d'apropar-se a Mussolini, la pretensió es va revelar impossible i va decidir tornar a França, on es va trobar novament amb el misteriós individu a qui va tornar les bombes. La policia de Bèlgica, posada en coneixement del propòsit homicida, el va detenir durant un temps breu i el va sotmetre a un règim d'estret compliment a Seraing, prop de Lieja. El 1932, en ocasió de les celebracions del Naixement de Roma, va aconseguir un passaport fals i unes bombes i va retornar a Itàlia però, aquest cop, no va aconseguir apropar-se a Mussolini i va tornar a París.
El 30 de maig de 1932, en ocasió del trasllat de les cendres d'Anita Garibaldi a Roma, al monument sobre el Janícul, va retornar a Itàlia per a la seva tercera temptativa, però en aquella ocasió va faltar de nou i Sbardellotto va començar a vagar per la Piazza Venezia on el 4 de juny de 1932 va ser casualment detingut per un agent de policia que el va trobar en possessió d'una pistola i una bomba.
Conduït davant del Tribunal Especial per a la Defensa de l'Estat, va admetre d'haver vingut a Itàlia a matar Benito Mussolini i, després d'un procés de dos dies, va ser condemnat a la pena de mort per la seva intenció homicida contra Mussolini. El 17 de juny de 1932 va ser afusellat a Forte Bravetta per un grup de soldats liderats per Armando Giua.
Durant la detenció, li van mostrar diverses fotos d'exiliats italians a París i, entre aquestes, en va reconèixer una el qual va descriure com «il signore grigio con gli occhiali a stanghetta» ("el senyor gris amb ulleres") i que corresponia a Alberto Tarchiani, antic redactor del Corriere della Sera que estava exiliat a París. El polític feixista Cesare Rossi va confirmar el reconeixement de Tarchiani mentre que, segons Luigi Salvatorelli, en el moment d'una de les suposades reunions, es trobava a Alemanya juntament amb Giovanni Bassanesi.

### El judici de Mussolini
Sbardellotto va afrontar l'escamot d'execució amb molt coratge suscitant l'admiració del mateix Mussolini el qual va dir al seu biografista oficial Yvon De Begnac:
| « | «Hauria mostrat clemència amb Sbardellotto i Schirru. Mai vaig pensar en utilitzar-lo contra Bovone, un cec executor d'actes terroristes destinats a crear un buit entre les masses que no tenien res a veure amb la política. Però Sbardellotto de vint-i-dos anys que va respondre a la invitació del magistrat de signar la petició de clemència declarant que només lamentava no haver fet l'atac; però l'anarquista Schirru, un excel·lent lluitador en la gran guerra que crida la seva fe davant l'esquadra d'afusellament, són homes realment dignes d'un destí millor que el que el destí els ha reservat.» | » |